# Partido Socialista do Reich
O Partido Socialista do Reich (SRP, alemão "Sozialistische Reichspartei") foi um partido político alemão fundado em 1949. O Partido era nacional-socialista.
O Partido Socialista do Reich foi fundado no dia 2 de outubro de 1949; foi uma separação do grupo nacional-socialista no partido DKP-DRP. Os fundadores principais foram Otto Ernst Remer e Fritz Dorls.
Por momentos, o SRP teve 10 000 partidários. O eleitorado do SRP componha-se de ex-partidários do NSDAP.
Este partido foi proibido pelo Tribunal Constitucional Federal da Alemanha em 1952

### Visões
O partido alegava que o chanceler Konrad Adenauer era um fantoche americano e que o Grande Almirante Karl Dönitz foi o último presidente legítimo do Reich alemão , pois havia sido nomeado por Adolf Hitler. O partido tambem negava a existência do Holocausto , alegou que os Estados Unidos construíram os fornos a gás do campo de concentração de Dachau após a Segunda Guerra Mundial e que os filmes dos campos de concentração foram falsificados.

#### Relação com a União Soviética
Embora o SRP fosse anticomunista , ele se concentrou em criticar a Grã-Bretanha e os Estados Unidos por "dividir sua amada Pátria em duas" e evitou críticas à União Soviética na esperança de que um futuro acordo pudesse ser feito com os soviéticos para reunir a Alemanha.  O SRP assumiu a posição de que a Alemanha deveria permanecer neutra na emergente Guerra Fria e se opôs à política externa atlantista do governo da Alemanha Ocidental . Em caso de guerra entre a União Soviética e o Ocidente, Remer "insistiu que os alemães não deveriam lutar para cobrir uma retirada americana se os russos levassem a melhor em uma guerra", e disse que "mostraria aos russos o caminho para o Reno " e que os membros do SRP "se posicionariam como policiais de trânsito, abrindo seus braços para que os russos pudessem encontrar seu caminho pela Alemanha o mais rápido possível". Supostamente essas declarações atraíram a atenção de oficiais soviéticos, que se dispuseram a financiar o SRP por razões táticas.durante alguns anos no início da década de 1950, o SRP recebeu fundos soviéticos, enquanto o Partido Comunista da Alemanha não, por ser supostamente visto como "ineficaz".  O SRP via Israel como uma "potência inimiga" na sua política externa.
Uma das evidências mais significativas é o testemunho de Otto Ernst Remer. Em uma entrevista de 1997, Remer admitiu que havia recebido apoio soviético durante seu tempo no partido. Remer declarou que havia se encontrado com oficiais da KGB em Berlim Oriental e recebido apoio financeiro e logístico da União Soviética.  Além do testemunho de Remer, há outras fontes de evidências que apoiam a alegação de que a União Soviética apoiou o SRP. Por exemplo, um memorando da KGB de 1953 descreve os esforços da agência para cultivar e apoiar grupos extremistas de direita na Alemanha, incluindo o SRP. O memorando afirma que o objetivo da KGB era "criar um movimento de direita que enfraqueceria a posição dos Estados Unidos, enfraqueceria a posição do bloco atlântico e encorajaria a população alemã a buscar uma política neutralista".  Da mesma forma, os documentos desclassificados "Family Jewels" da CIA revelam que a agência tinha evidências de financiamento soviético para grupos de extrema direita na Europa, incluindo o SRP.

###### Referencias
A Besta Reacorda( The Beast Reawakens ) Martin A.Lee
https://archive.org/details/beastreawakens0000leem_y3k9
1. ↑  Atkins, Stephen E. (30 de maio de 2004). Encyclopedia of Modern Worldwide Extremists and Extremist Groups (em inglês). [S.l.]: Bloomsbury Academic
2. ↑  Büsch, Otto (1957). "Ideologische Grundlagen der SRP". Em Otto Stammer (ed.). Geschichte und Gestalt der SRP . Rechtsradikalismus Im Nachkriegsdeutschland. Vol. 9. Wiesbaden: Springer Fachmedien. páginas 24–52. ISBN 978-3-663-19663-1. [S.l.: s.n.]
3. ↑  Lee, Martin A. (10 de setembro de 2000). «Strange Ties: The Stasi and the Neo-Fascists». Los Angeles Times (em inglês). Consultado em 8 de novembro de 2024
4. ↑  Cohen, Eliot A.; Andrew, Christopher M.; Mitrokhin, Vasili (2000). «The Sword and the Shield: The Mitrokhin Archive and the Secret History of the KGB». Foreign Affairs (2). 162 páginas. ISSN 0015-7120. doi:10.2307/20049672. Consultado em 8 de novembro de 2024
5. ↑  The Family Jewels. [S.l.]: University of Texas Press. 2014